# Fußball-Club 08 Homburg/Saar 1974-1975
Questa voce raccoglie le informazioni riguardanti il Fußball-Club 08 Homburg/Saar nelle competizioni ufficiali della stagione 1974-1975.

## Stagione
Nella stagione 1974-1975 l'Homburg, allenato da Herbert Wenz e Uwe Klimaschefski, concluse il campionato di 2. Bundesliga al 14º posto. In Coppa di Germania l'Homburg fu eliminato al secondo turno dal Taunusstein.

## Rosa
| N. |                     | Ruolo | Calciatore             |
| -- | ------------------- | ----- | ---------------------- |
|    | Serbia (bandiera)   | P     | Bratislav Đorđević     |
|    | Germania (bandiera) | P     | Karl-Georg Hedtmann    |
|    | Germania (bandiera) | P     | Manfred Kirsch         |
|    | Germania (bandiera) | D     | Heinz-Peter Buchberger |
|    | Germania (bandiera) | D     | Jürgen Heberle         |
|    | Germania (bandiera) | D     | Michael Koch           |
|    | Germania (bandiera) | D     | Udo Leunissen          |
|    | Germania (bandiera) | D     | Heinz Meiners          |
|    | Germania (bandiera) | D     | Albert Müller          |
|    | Germania (bandiera) | D     | Walter Müller          |
|    | Germania (bandiera) | D     | Günther Reinders       |
|    | Germania (bandiera) | C     | Harald Diener          |

| N. |                     | Ruolo | Calciatore        |
| -- | ------------------- | ----- | ----------------- |
|    | Germania (bandiera) | C     | Harry Gehlen      |
|    | Germania (bandiera) | C     | Günter Kirch      |
|    | Germania (bandiera) | C     | Heinz Koch        |
|    | Germania (bandiera) | C     | Hans-Werner Lang  |
|    | Germania (bandiera) | C     | Albert Leder      |
|    | Germania (bandiera) | C     | Gerd Müller       |
|    | Germania (bandiera) | C     | Bernhard Oberle   |
|    | Germania (bandiera) | C     | Gerhard Pankotsch |
|    | Germania (bandiera) | C     | Horst Renger      |
|    | Germania (bandiera) | C     | Bernd Sattler     |
|    | Germania (bandiera) | A     | Manfred Lenz      |
|    | Germania (bandiera) | A     | Otmar Ludwig      |

## Organigramma societario
Area tecnica
- Allenatore: Uwe Klimaschefski
- Allenatore in seconda:
- Preparatore dei portieri:
- Preparatori atletici:

## Calciomercato

### Sessione estiva
| Acquisti | Acquisti               | Acquisti           | Acquisti |
| R.       | Nome                   | da                 | Modalità |
| -------- | ---------------------- | ------------------ | -------- |
| D        | Heinz-Peter Buchberger | Hertha Berlino     |          |
| C        | Günter Kirch           | Schwarz-Weiß Essen |          |
| A        | Manfred Lenz           | Hertha Berlino     |          |
| D        | Günther Reinders       | Kaiserslautern     |          |

| Cessioni | Cessioni          | Cessioni           | Cessioni |
| R.       | Nome              | a                  | Modalità |
| -------- | ----------------- | ------------------ | -------- |
| P        | Detlef Behrens    | Schwarz-Weiß Essen |          |
| A        | Hans-Peter Backes | Fortuna Colonia    |          |

### Sessione invernale
| Acquisti | Acquisti      | Acquisti           | Acquisti |
| R.       | Nome          | da                 | Modalità |
| -------- | ------------- | ------------------ | -------- |
| D        | Udo Leunissen | Schwarz-Weiß Essen |          |

| Cessioni | Cessioni | Cessioni | Cessioni |
| R.       | Nome     | a        | Modalità |
| -------- | -------- | -------- | -------- |

## Risultati

### 2. Bundesliga

#### Girone di andata
| Arbitro: | Dittmer |

|                 |           |                                            |
| Ludwig 32’, 65’ | Marcatori | 46’ (rig.) Schäffner 62’ Fuchs 88’ Trenkel |

| Arbitro: | Engelhardt |

|                                 |           |  |
| Aumeier 13’ Emmerich 75’ (rig.) | Marcatori |  |

| Arbitro: | Aldinger |

|                          |           |                    |
| Pankotsch 43’ Ludwig 64’ | Marcatori | 90’ (rig.) Walitza |

| Arbitro: | Morschett |

|                                                        |           |                          |
| Erhart 57’ Krauth 68’ Beichle 73’ Weinkauff 76’ (rig.) | Marcatori | 31’ Pankotsch 35’ Ludwig |

| Arbitro: | Nickel |

|                       |           |  |
| Ludwig 48’ Diener 55’ | Marcatori |  |

| Arbitro: | Nützel |

|                                         |           |               |
| Lindemann 6’ Weber 35’, 53’ Drexler 84’ | Marcatori | 77’ Pankotsch |

| Arbitro: | Föckler |

|  |           |                                    |
|  | Marcatori | 68’ (rig.) Dürrschmidt 76’ Lippert |

| Arbitro: | Schröder |

|                        |           |  |
| Schmidt 63’ Johann 88’ | Marcatori |  |

| Arbitro: | Kettenbach |

|                      |           |                            |
| Lenz 34’, 83’ (rig.) | Marcatori | 9’ Werthmüller 66’ Dussier |

| Arbitro: | Ross |

|                                              |           |  |
| Bartels 36’, 53’ Jovanić 79’ Duttenhofer 82’ | Marcatori |  |

| Arbitro: | Dellwing |

|                                        |           |                          |
| Ludwig 23’ Lenz 27’ (rig.), 46’ (rig.) | Marcatori | 36’ Schwickert 44’ Klier |

| Arbitro: | Hoch |

|           |           |          |
| Micic 90’ | Marcatori | 70’ Lenz |

| Arbitro: | Fleischer |

|                                 |           |  |
| Ludwig 14’, 76’, 79’ Diener 70’ | Marcatori |  |

| Arbitro: | Klauser |

|                 |           |              |
| Lenz 67’ (rig.) | Marcatori | 63’ Hoffmann |

| Arbitro: | Frickel |

|                        |           |                               |
| Holzer 19’ Steffen 77’ | Marcatori | 47’, 90’ Diener 70’ Pankotsch |

| Arbitro: | Hautz |

|                                                        |           |              |
| Ludwig 10’ Pankotsch 25’, 66’, 75’ Lenz 68’ Diener 88’ | Marcatori | 28’ Hartmann |

| Arbitro: | Kammann |

|                     |           |  |
| Unger 3’ Jensen 69’ | Marcatori |  |

| Arbitro: | Leonhard |

|                     |           |              |
| Renger 19’ Lenz 52’ | Marcatori | 84’ Potschak |

| Arbitro: | Joos |

|                                      |           |  |
| Größler 16’ (rig.), 85’ Sommerer 22’ | Marcatori |  |

#### Girone di ritorno
| Arbitro: | Gaus |

|                                                 |           |                     |
| Hoffmann 18’, 58’ Trenkel 41’ (rig.) Kübler 74’ | Marcatori | 13’ Ludwig 56’ Lenz |

| Arbitro: | Dellwing |

|                                    |           |  |
| Diener 9’, 74’ Müller 61’ Lenz 79’ | Marcatori |  |

| Arbitro: | Haselberger |

|                                                                         |           |                                                           |
| Schabacker 3’ Walitza 14’ (rig.), 37’ (rig.) Eder 23’ Petrovic 26’, 72’ | Marcatori | 8’ Müller 16’, 40’ Ludwig 77’ (aut.) Rüsing 85’ Pankotsch |

| Homburg 16 febbraio 1975, ore 15:00 CET 23ª giornata | Homburg  | 0 – 0 referto | Pirmasens | Waldstadion (6 500 spett.)\| Arbitro: \| Hontheim \| |
| Arbitro:                                             | Hontheim |               |           |                                                      |

| Arbitro: | Engelhardt |

|                                          |           |            |
| Lubanski 13’, 66’ Metzger 21’ Keller 42’ | Marcatori | 27’ Ludwig |

| Arbitro: | Dittmer |

|                                            |           |                              |
| Wagner 34’ (aut.) Müller 57’ Pankotsch 73’ | Marcatori | 50’ (rig.) Weiss 53’ Drexler |

| Arbitro: | Röder |

|                                 |           |                          |
| Werner 17’ Feulner 73’ Zapf 87’ | Marcatori | 13’ Pankotsch 32’ Renger |

| Arbitro: | Biwersi |

|                               |           |            |
| Ludwig 27’, 88’ Pankotsch 74’ | Marcatori | 90’ Johann |

| Völklingen 23 marzo 1975, ore 15:00 CET 28ª giornata | Röchling Völklingen | 0 – 0 referto | Homburg | Hermann-Neuberger-Stadion (4 000 spett.)\| Arbitro: \| Nickel \| |
| Arbitro:                                             | Nickel              |               |         |                                                                  |

| Arbitro: | Hoch |

|               |           |          |
| Pankotsch 62’ | Marcatori | 2’ Adler |

| Arbitro: | Klauser |

|                            |           |                                                  |
| Hohenwarter 42’ Renner 56’ | Marcatori | 6’, 22’ Pankotsch 32’ Ludwig 50’ Lenz 73’ Diener |

| Arbitro: | Föckler |

|                                                 |           |  |
| Leunissen 15’ Koch 28’ Ludwig 58’ Pankotsch 66’ | Marcatori |  |

| Arbitro: | Huster |

|                        |           |            |
| Ondera 43’ Günther 71’ | Marcatori | 29’ Müller |

| Arbitro: | Scheffner |

|                |           |  |
| Walleitner 66’ | Marcatori |  |

| Arbitro: | Tschenscher |

|                            |           |                                   |
| Diener 15’, 63’ Ludwig 42’ | Marcatori | 14’ Scherer 32’ Lübeke 84’ Holzer |

| Arbitro: | Dreher |

|                                   |           |                     |
| Diringer 18’, 67’ Krstić 74’, 75’ | Marcatori | 25’ Ludwig 58’ Lenz |

| Arbitro: | Eichhorn |

|                          |           |                            |
| Leunissen 12’ Ludwig 18’ | Marcatori | 27’ (aut.) Müller 87’ Bopp |

| Arbitro: | Walther |

|                        |           |           |
| Schroff 18’ Renner 87’ | Marcatori | 82’ Leder |

| Arbitro: | Nickel |

|               |           |  |
| Leunissen 45’ | Marcatori |  |

### Coppa di Germania
| Arbitro: | Lüling |

|                                 |           |  |
| Pankotsch 9’ Lang 38’ Leder 57’ | Marcatori |  |

| 26 ottobre 1974 Secondo turno | TSV Taunusstein | 0 – 0 (d.t.s.) referto | Homburg | (1 600 spett.)\| Arbitro: \| Porta \| |
| Arbitro:                      | Porta           |                        |         |                                       |

| Arbitro: | Messmer |

|  |                      |  |
|  | Tiri di rigore 0 – 2 |  |

## Statistiche

### Statistiche di squadra
| Competizione      | Punti | In casa | In casa | In casa | In casa | In casa | In casa | In trasferta | In trasferta | In trasferta | In trasferta | In trasferta | In trasferta | Totale | Totale | Totale | Totale | Totale | Totale | DR |
| Competizione      | Punti | G       | V       | N       | P       | Gf      | Gs      | G            | V            | N            | P            | Gf           | Gs           | G      | V      | N      | P      | Gf     | Gs     | DR |
| ----------------- | ----- | ------- | ------- | ------- | ------- | ------- | ------- | ------------ | ------------ | ------------ | ------------ | ------------ | ------------ | ------ | ------ | ------ | ------ | ------ | ------ | -- |
| 2. Bundesliga     | 34    | 19      | 11      | 6       | 2       | 45      | 22      | 19           | 2            | 2            | 15           | 26           | 52           | 38     | 13     | 8      | 17     | 71     | 74     | -3 |
| Coppa di Germania | -     | 2       | 1       | 1       | 0       | 3       | 0       | 1            | 0            | 1            | 0            | 0            | 0            | 3      | 1      | 2      | 0      | 3      | 0      | +3 |
| Totale            | 34    | 21      | 12      | 7       | 2       | 48      | 22      | 20           | 2            | 3            | 15           | 26           | 52           | 41     | 14     | 10     | 17     | 74     | 74     | 0  |

### Andamento in campionato
| Giornata  | 1  | 2  | 3  | 4  | 5  | 6  | 7  | 8  | 9  | 10 | 11 | 12 | 13 | 14 | 15 | 16 | 17 | 18 | 19 | 20 | 21 | 22 | 23 | 24 | 25 | 26 | 27 | 28 | 29 | 30 | 31 | 32 | 33 | 34 | 35 | 36 | 37 | 38 |
| --------- | -- | -- | -- | -- | -- | -- | -- | -- | -- | -- | -- | -- | -- | -- | -- | -- | -- | -- | -- | -- | -- | -- | -- | -- | -- | -- | -- | -- | -- | -- | -- | -- | -- | -- | -- | -- | -- | -- |
| Luogo     | C  | T  | C  | T  | C  | T  | C  | T  | C  | T  | C  | T  | C  | C  | T  | C  | T  | C  | T  | T  | C  | T  | C  | T  | C  | T  | C  | T  | C  | T  | C  | T  | T  | C  | T  | C  | T  | C  |
| Risultato | P  | P  | V  | P  | V  | P  | P  | P  | N  | P  | V  | N  | V  | N  | V  | V  | P  | V  | P  | P  | V  | P  | N  | P  | V  | P  | V  | N  | N  | V  | V  | P  | P  | N  | P  | N  | P  | V  |
| Posizione | 13 | 19 | 15 | 15 | 14 | 15 | 15 | 17 | 17 | 19 | 18 | 18 | 14 | 14 | 13 | 11 | 13 | 11 | 14 | 14 | 13 | 15 | 14 | 15 | 12 | 15 | 13 | 13 | 13 | 12 | 11 | 13 | 13 | 13 | 14 | 14 | 15 | 14 |

Legenda:

Luogo: C = Casa; T = Trasferta. Risultato: V = Vittoria; N = Pareggio; P = Sconfitta.

### Statistiche dei giocatori
| Giocatore     | 2. Bundesliga | 2. Bundesliga | 2. Bundesliga | 2. Bundesliga | Coppa di Germania | Coppa di Germania | Coppa di Germania | Coppa di Germania | Totale   | Totale | Totale      | Totale     |
| Giocatore     | Presenze      | Reti          | Ammonizioni   | Espulsioni    | Presenze          | Reti              | Ammonizioni       | Espulsioni        | Presenze | Reti   | Ammonizioni | Espulsioni |
| ------------- | ------------- | ------------- | ------------- | ------------- | ----------------- | ----------------- | ----------------- | ----------------- | -------- | ------ | ----------- | ---------- |
| D. Behrens    | 2             | 0             | 0             | 0             | 0                 | 0                 | 0                 | 0                 | 2        | 0      | 0           | 0          |
| H. Buchberger | 16            | 0             | 2             | 0             | 2                 | 0                 | 0                 | 0                 | 18       | 0      | 2           | 0          |
| H. Diener     | 35            | 10            | 1             | 0             | 2                 | 0                 | 1                 | 0                 | 37       | 10     | 2           | 0          |
| H. Gehlen     | 8             | 0             | 0             | 0             | 0                 | 0                 | 0                 | 0                 | 8        | 0      | 0           | 0          |
| J. Heberle    | 3             | 0             | 0             | 0             | 0                 | 0                 | 0                 | 0                 | 3        | 0      | 0           | 0          |
| K. Hedtmann   | 2             | 0             | 0             | 0             | 0                 | 0                 | 0                 | 0                 | 2        | 0      | 0           | 0          |
| G. Kirch      | 19            | 0             | 1             | 0             | 2                 | 0                 | 0                 | 0                 | 21       | 0      | 1           | 0          |
| M. Kirsch     | 26            | 0             | 0             | 0             | 1                 | 0                 | 0                 | 0                 | 27       | 0      | 0           | 0          |
| H. Koch       | 24            | 1             | 0             | 0             | 2                 | 0                 | 0                 | 0                 | 26       | 1      | 0           | 0          |
| M. Koch       | 11            | 0             | 1             | 0             | 3                 | 0                 | 0                 | 0                 | 14       | 0      | 1           | 0          |
| H. Lang       | 16            | 0             | 2             | 0             | 2                 | 1                 | 0                 | 0                 | 18       | 1      | 2           | 0          |
| A. Leder      | 21            | 1             | 0             | 0             | 3                 | 1                 | 0                 | 0                 | 24       | 2      | 0           | 0          |
| M. Lenz       | 38            | 12            | 7             | 0             | 2                 | 0                 | 0                 | 0                 | 40       | 12     | 7           | 0          |
| U. Leunissen  | 20            | 3             | 2             | 0             | 0                 | 0                 | 0                 | 0                 | 20       | 3      | 2           | 0          |
| O. Ludwig     | 32            | 21            | 3             | 0             | 2                 | 0                 | 0                 | 0                 | 34       | 21     | 3           | 0          |
| H. Meiners    | 30            | 0             | 2             | 0             | 2                 | 0                 | 0                 | 0                 | 32       | 0      | 2           | 0          |
| A. Müller     | 37            | 0             | 7             | 0             | 3                 | 0                 | 0                 | 0                 | 40       | 0      | 7           | 0          |
| G. Müller     | 7             | 0             | 3             | 0             | 3                 | 0                 | 0                 | 0                 | 10       | 0      | 3           | 0          |
| W. Müller     | 28            | 4             | 3             | 0             | 1                 | 0                 | 0                 | 0                 | 29       | 4      | 3           | 0          |
| B. Oberle     | 15            | 0             | 1             | 2             | 2                 | 0                 | 0                 | 0                 | 17       | 0      | 1           | 2          |
| G. Pankotsch  | 25            | 15            | 6             | 1             | 1                 | 1                 | 0                 | 0                 | 26       | 16     | 6           | 1          |
| G. Reinders   | 24            | 0             | 7             | 3             | 2                 | 0                 | 0                 | 0                 | 26       | 0      | 7           | 3          |
| H. Renger     | 27            | 2             | 7             | 0             | 2                 | 0                 | 0                 | 0                 | 29       | 2      | 7           | 0          |
| B. Sattler    | 1             | 0             | 0             | 0             | 0                 | 0                 | 0                 | 0                 | 1        | 0      | 0           | 0          |
| B. Đorđević   | 9             | 0             | 1             | 0             | 2                 | 0                 | 0                 | 0                 | 11       | 0      | 1           | 0          |